# Aneono venusta
Aneono venusta är en insektsart som beskrevs av Evans 1941. Aneono venusta ingår i släktet Aneono och familjen dvärgstritar. Inga underarter finns listade i Catalogue of Life.